# Kai Nickel

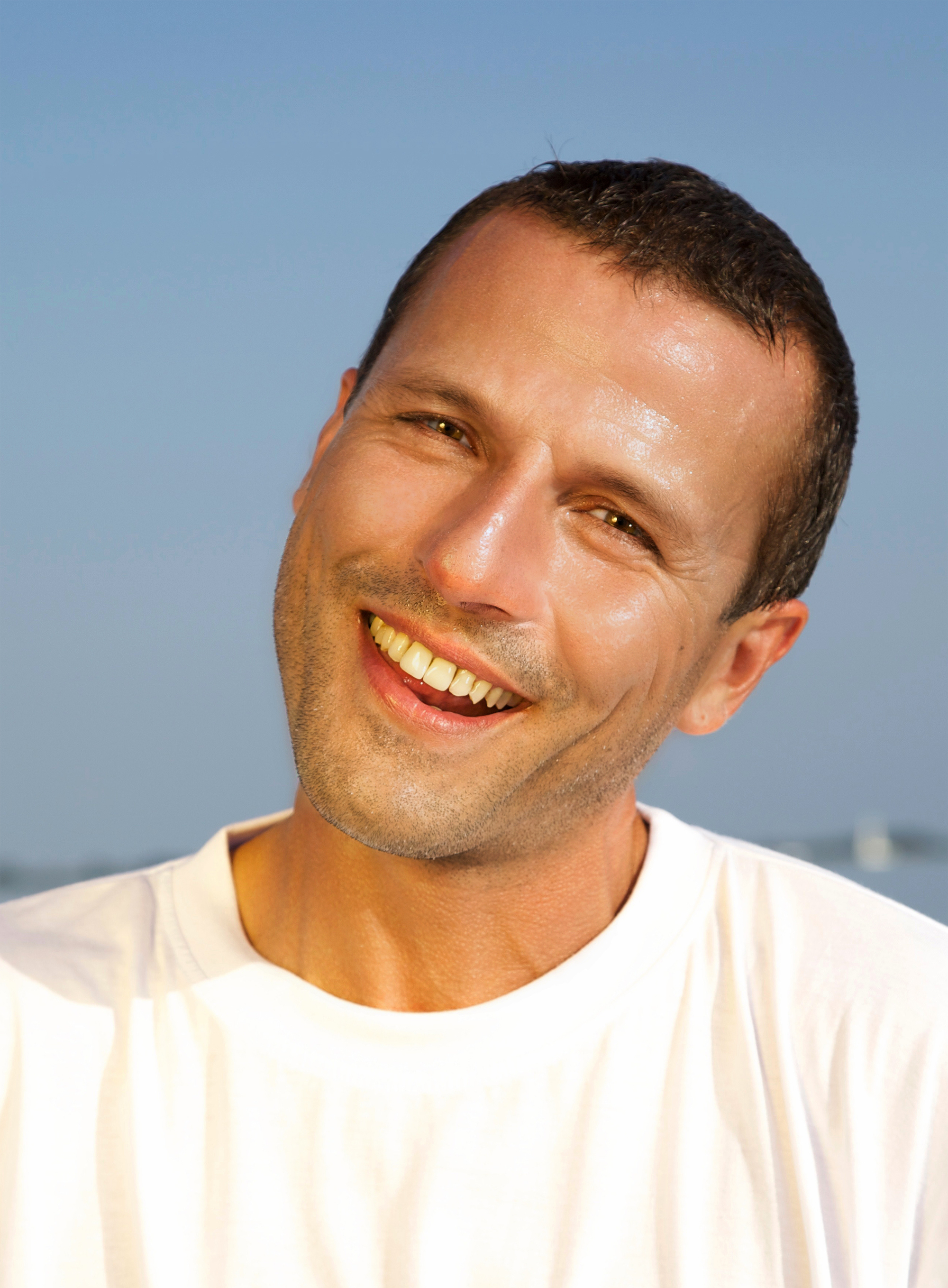
Kai Nickel (2012)

Kai Nickel (* 9. Juni 1968 in Ferdinandshof) war bis 2004 ein deutscher Fernsehmoderator und ist seither freischaffender Künstler.

## Leben
Nickel begann 1994 für den Norddeutschen Rundfunk zu arbeiten.
Das ZDF beschäftigte ihn im Jahr 2000 als Reporter für das Mittagsmagazin Drehscheibe. Ab 2001 produzierte und moderierte Nickel Reisesendungen. Seit Ende 2004 ist Nickel freischaffender Künstler.

## Filmografie
- Rebell im Clownskostüm: Von Berlin nach Mecklenburg. Film von Kai Nickel, NDR 2001.[2]
- Eine Reise durch Hinterpommern: Land am Meer. Film von Carola Fritz und Kai Nickel, DEU 2004, 60 min.[3]